# Казаков, Василий Иванович (старший сержант)
Васи́лий Ива́нович Казако́в (15 сентября 1923 — 14 августа 1944) — советский военнослужащий, участник Великой Отечественной войны, Герой Советского Союза, артиллерист, командир орудия, старший сержант.

## Биография
Василий Иванович Казаков родился в деревне Лопино ныне Чеховского района Московской области в семье крестьянина. Русский. Образование 7 классов. Работал слесарем на заводе в Москве.
В Советской Армии с декабря 1941 года.
В боях Великой Отечественной войны с июля 1942 года. Командир орудия 7-й батареи 348-го артиллерийского полка 141-й стрелковой дивизии (60-я армия, Центральный фронт) старший сержант Казаков отличился в боях за плацдарм на правом берегу Днепра. 7 октября 1943 года в районе села Страхолесье Чернобыльского района Киевской области уничтожил 3 танка и десятки вражеских солдат и офицеров, 14 октября в районе села Ротичи, отражая вражескую контратаку, уничтожил танк.
Звание Героя Советского Союза присвоено 3 июня 1944 года.
Погиб в бою за город Старый Самбор Львовской области.

## Награды
- Медаль «Золотая Звезда»;
- орден Ленина;
- орден Красной Звезды;
- медаль «За отвагу».

## Память

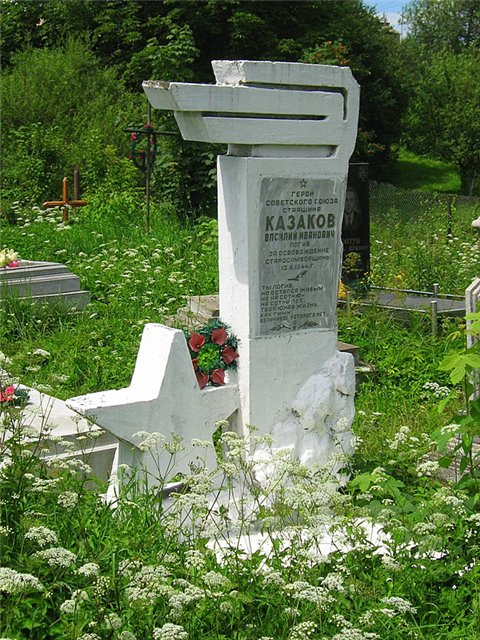
Могила Героя Советского Союза ст. сержанта В. И. Казакова(на обелиске написано, что он старшина).

- Могила Героя перенесена с центральной площади на городское кладбище Старого Самбора.